# Hiller Aviation Museum
L'Hiller Aviation Museum è un museo dedicato alla storia delle aeromobili che si trova a San Carlos nella Contea di San Mateo in California presso il San Carlos Airport.
Fu fondato da Stanley Hiller, Jr nel giugno del 1998 ed è gestito da membri della famiglia Hiller che furono i proprietari della Hiller Aircraft Corporation, una azienda pioniera nella costruzione di elicotteri.

## Esposizione

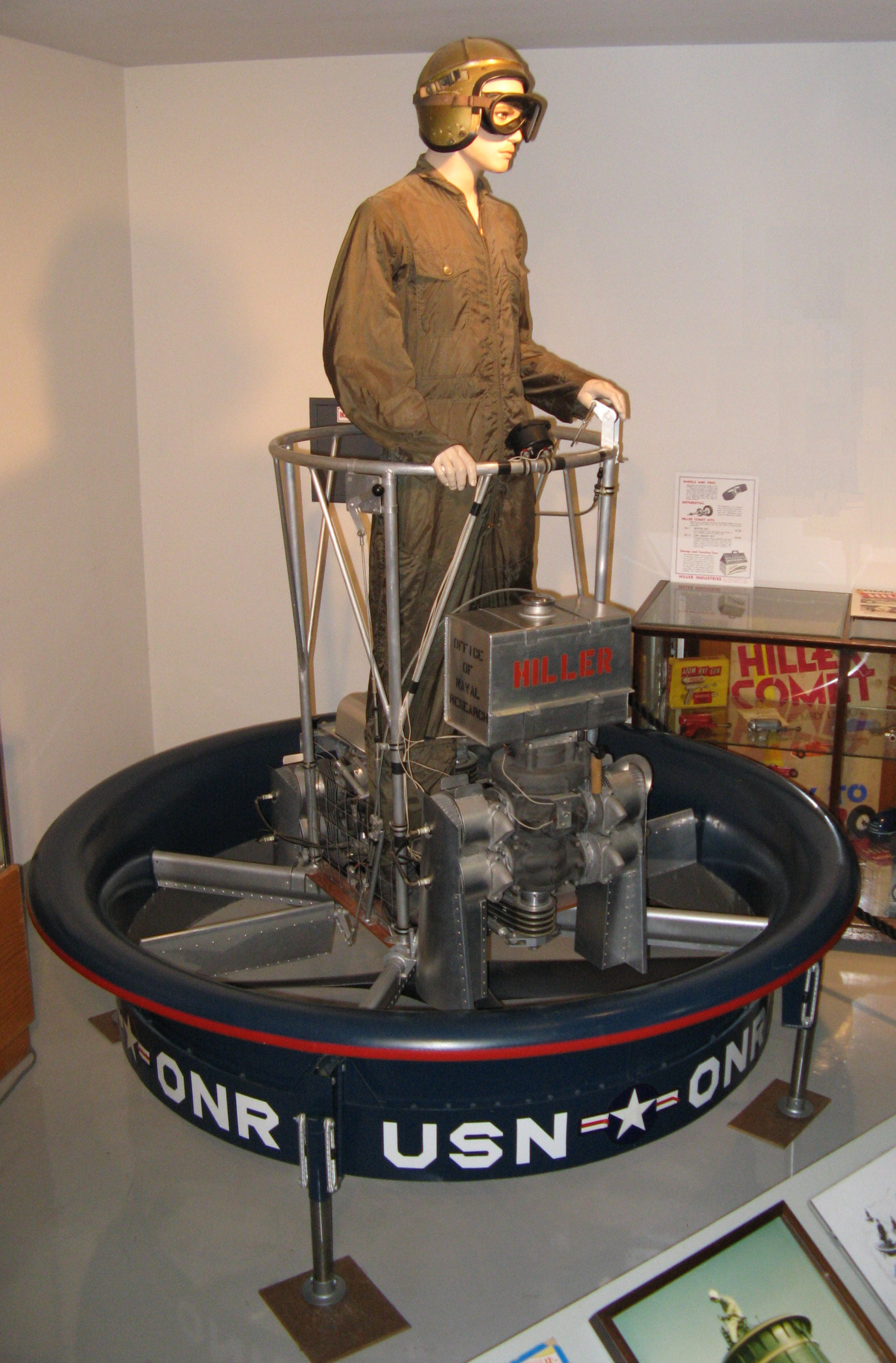
Hiller VZ-1 Pawnee o Hiller Flying Platform

Il museo ospita più di 45 veicoli aerospaziali.
Alcuni dei veicoli in esposizione sono:
- Hiller HX-44, il primo elicottero coassiale a volare negli Stati Uniti.
- Hiller Flying Platform, un elicottero sperimentale nel 1955.
- Il Mockup originale, parzialmente assemblato, del Boeing 2707, un Aereo da trasporto supersonico.
- La sezione frontale di un Boeing 747.
- Il Fairchild "Honeymoon" di James Ricklefs.
- Il Rutan Defiant personale di Burt Rutan.

Ogni giugno il museo sponsorizza il Vertical Challenge Airshow, un'esibizione di elicotteri presso il San Carlos Airport.